# Portets
Portets is een gemeente in het Franse departement Gironde (regio Nouvelle-Aquitaine). De plaats maakt deel uit van het arrondissement Langon. Portets telde op 1 januari 2022 2.638 inwoners.

## Geografie
De oppervlakte van Portets bedroeg op 1 januari 2022 15,49 vierkante kilometer; de bevolkingsdichtheid was toen 170,3 inwoners per km².

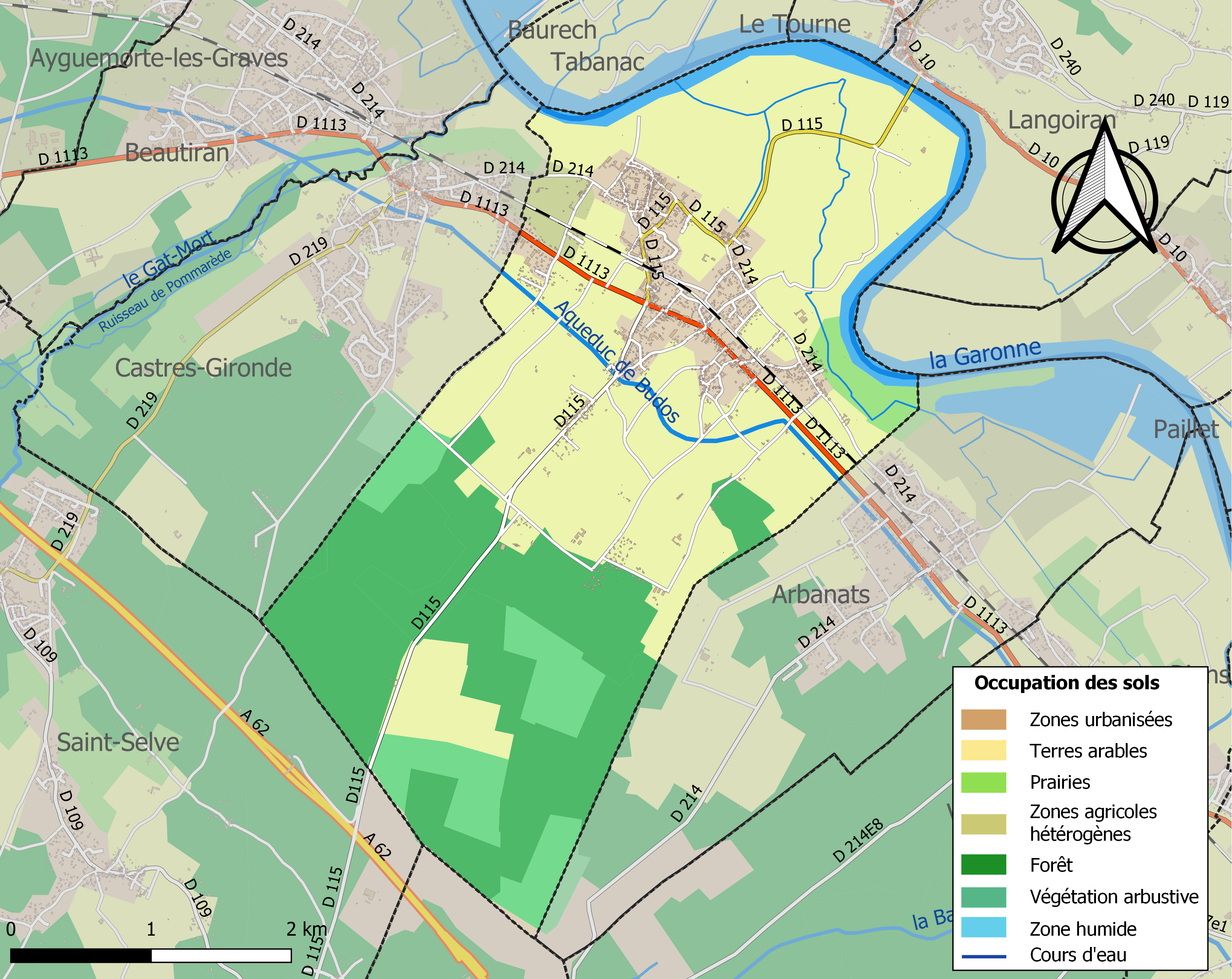
Kaart van de gemeente met belangrijkste infrastructuur, bodemgebruik en omliggende gemeenten

## Verkeer en vervoer
In de gemeente ligt de spoorweghalte Portets.

## Demografie
Onderstaande figuur toont het verloop van het inwonertal (bron: INSEE-tellingen).